# Parque Nacional Jökulsárgljúfur
O Parque Nacional Jökulsárgljúfur foi um parque nacional, localizado no norte da Islândia em volta do rio Jökulsá á Fjöllum. Ficava a norte da cascata Dettifoss. A 7 de junho de 2008, tornou-se parte do Parque Nacional Vatnajökull.